# 니시무라 에이이치 (1897년)
니시무라 에이이치(일본어: 西村 英一, 1897년 8월 28일~1987년 9월 15일)는 11선 중의원 의원을 역임한 일본의 정치인이다.

## 생애
1897년 오이타현 히가시쿠니사키군 히메시마촌에서 태어났다. 현립 오이타 중학교와 제칠고등학교를 거쳐 1924년 도호쿠 제국 대학 공학부 전기공학과를 졸업하고 철도성에 입직해 관료가 되었다. 이때 훗날 일본의 내각총리대신이 되는 사토 에이사쿠와 알게 되었다. 니시무라는 이후 운수체신성을 거쳐 운수성 철도총국 전기국장을 지내고 퇴직했다.
전후인 1949년에 요시다 시게루가 이끄는 민주자유당의 공천을 받아 총선에 출마하여 당선됐다. 해당 선거에서 요시다는 관료 출신을 대거 발탁하여 당선시켜서 세간에서 요시다 학교라는 말이 유행했는데 니시무라도 그 중 한 명이었다. 자유당을 거쳐 1955년 보수합동으로 탄생한 자유민주당에 몸담았으며 사토파에 속했다. 1962년 제2차 이케다 내각 (제2차 개조)에 후생대신으로 첫 입각했으며 1971년 제3차 사토 내각 (개조)에선 건설대신이 되었다.
1972년 사토가 총리대신에서 물러나자 후임으로 다나카 가쿠에이를 지지했다. 총리대신이 된 다나카가 사토의 파벌을 흡수해 자신의 파벌인 칠일회를 만들고 니시무라를 회장으로 추대했다. 일본열도개조론을 내세운 다나카는 대대적인 개발 정책을 펼쳤고 그로 인해 지가가 폭등하자 1974년 국토청을 신설한 뒤 니시무라를 초대 장관으로 기용했다. 다나카 금맥 문제로 다나카 가쿠에이 내각이 총사직한 뒤 록히드 사건까지 터지자 다나카파가 흔들렸는데 니시무라는 회장으로서 파벌의 안정을 위해 노력했다.
1976년 후쿠다 다케오 내각에서 행정관리청 장관으로 취임해 후쿠다의 의향을 따라 행정개혁에 착수했다. 이때 개혁 반대파는 후쿠다, 내각관방장관 소노다 스나오, 자민당 행재정조사회장 야마나카 사다노리와 니시무라를 묶어 4인조라며 비판했다.
1978년 총재 재선을 노리는 후쿠다 다케오와 이를 막으려는 오히라 마사요시가 총재 선거에서 맞붙었다. 다나카의 지지를 받은 오히라는 압도적인 표차로 승리했고 제1차 오히라 내각에서 니시무라는 자유민주당 부총재가 되었다. 재정 재건을 위해 오히라는 일반소비세 도입을 주장하며 1979년 총선에 임했고 결과는 247석이라는 대패였다. 비주류파인 후쿠다와 미키 다케오는 선거 패배의 책임을 지고 오히라가 총리대신에서 물러나야 한다고 주장했고 오히라는 다나카의 지원을 바탕으로 이를 거부했다. 이에 자민당에서 총리대신 후보를 오히라와 후쿠다, 두 명 을 내세우는 초유의 사태가 벌어졌고 오히라가 정식 지명을 받은 뒤에도 조각과 당직 인사가 늦어지는 40일 항쟁을 겪어야 했다. 이때 니시무라가 부총재로서 주류파와 비주류파 간의 조정을 담당해 사태가 더 이상 확대되는 것을 막을 수 있었다.
1980년 6월 총선 유세가 한창일 때 선거를 열흘 앞두고 총재 오히라가 급사했다. 부총재로 있던 니시무라가 총재 대행을 맡고 내각관방장관이던 이토 마사요시가 총리대신 임시대리를 맡아 국정을 안정적으로 이끌었고 수장을 잃은 자민당은 동정표를 얻어 대승을 거두었다. 당시 일부 자민당 의원들은 오히라의 후임으로 니시무라를 생각하기도 했지만 정작 니시무라가 낙선하면서 그럴 가능성이 사라졌다. 니시무라는 직접 나서 오히라파에 속하는 스즈키 젠코를 오히라의 후임으로 천거했는데 이를 니시무라 재정이라 부른다. 이후 니시무라는 11월 부총재에서 퇴임했다.
1983년 9월 총선을 앞두고 불출마를 표명해 정계를 은퇴했고 1987년 9월 사망했다.

## 일화
검소한 생활을 한 것으로 알려져 있으며 사토 에이사쿠는 "정치가 중에서 이 정도로 청렴한 사람은 없다"라고 말했다. 한편 니시무라는 사토에게 정치적으로 고언을 할 수 있는 몇 안되는 정치인이었는데 늦은 시각 사토의 침실에까지 들어와 의견을 나눈 적이 있다고 한다.
다나카 가쿠에이가 총리대신이 된 뒤에 니시무라는 "총리대신 정도의 남자가 너무 돈을 쓰고 다니는 꼴사나운 모습을 보여선 안 된다"라고 충고했다. 하지만 다나카는 제국대학을 졸업한 고위 관료 출신의 니시무라와 자신을 비교하며 "소학교 졸업자인 나에겐 돈밖에 없다"라며 눈물을 흘려 니시무라를 놀라게 했다.

## 역대 선거 결과
|  | 16.6% |

|  | 12.2% |

|  | 17.8% |

|  | 15.1% |

|  | 22.1% |

|  | 22% |

|  | 20.8% |

|  | 22.9% |

|  | 32.6% |

|  | 30.3% |

|  | 24.9% |

|  | 24.4% |

|  | 23.3% |

## 참고 문헌
- 『追想 西村英一』西村英一先生追想録刊行会、1988年